# Yli-Ii
Yli-Ii (Zweeds: Överijo) is een voormalige gemeente in de Finse provincie Oulu en in de Finse regio Noord-Österbotten. De gemeente had een totale oppervlakte van 770 km² en telde 2315 inwoners in 2003.
In 2009 is de gemeente bij Oulu gevoegd.